# 德臣西報

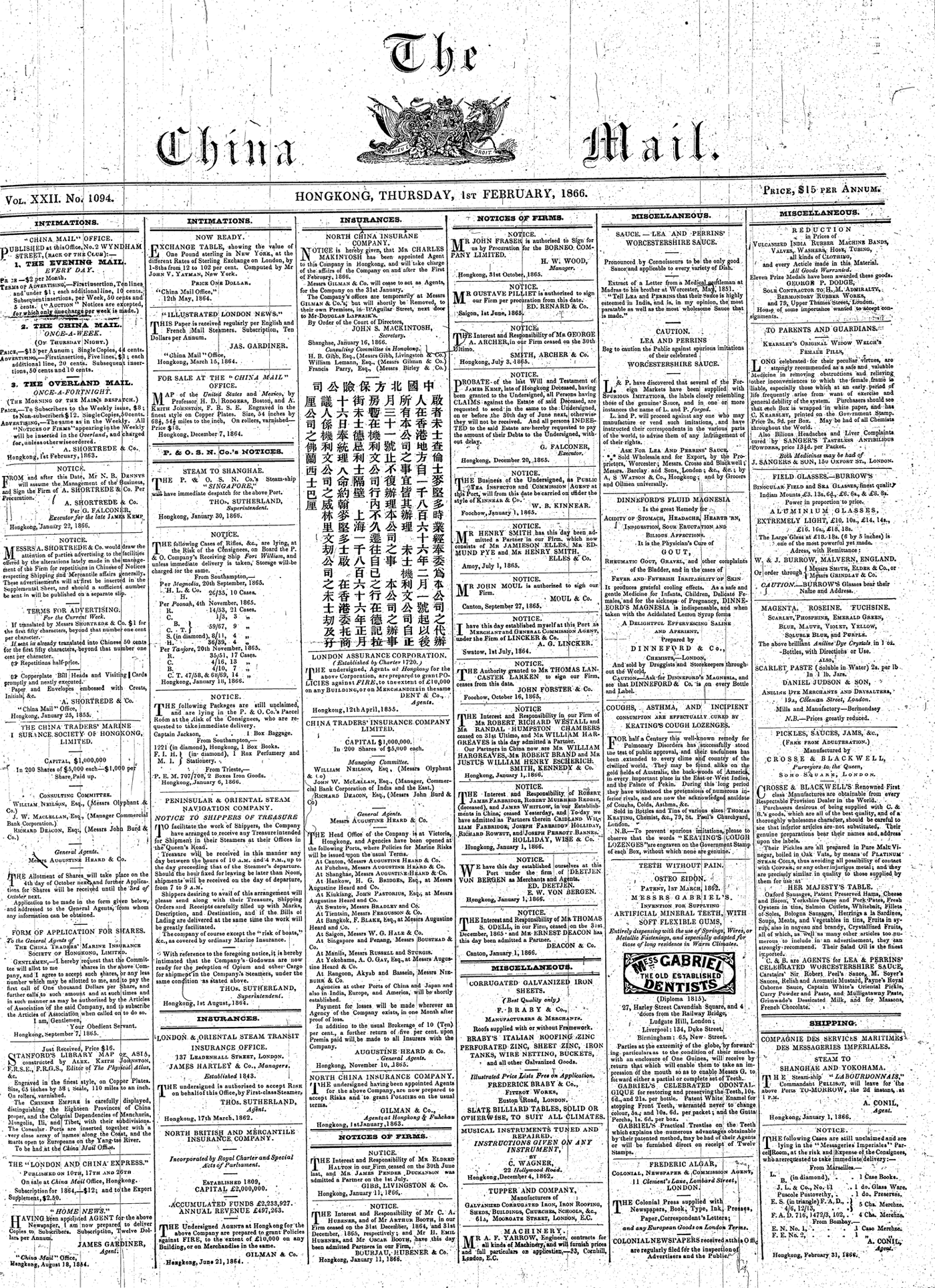
1866年2月1日《德臣西報》頭版

《德臣西報》（英語：The China Mail），又名《中國郵報》、《德臣報》等，是香港的第二份報紙，也是香港發行時間最長、影響力最大的英文報紙。該報於1845年2月20日由英國資深出版商蕭德銳（Andrew Shortrede）創辦，並得到當時最大的鴉片商渣甸·勿地臣的支持；後於1974年停刊，前後發行了129年。該報的中文名稱乃得名於報紙的第二任主編德臣（Andrew Dixson），德臣富有辦報經驗。1905年，《德臣西報》有社評提出建立香港大學的建議。

## 出版及發展
《德臣西報》開辦初期為下午出版的週報。1867年，德臣為了跟香港另外兩份主要報章《孖剌西報》和《Hong Kong Register》競爭，停辦週報，並把該報的分支《晚報》改為日報繼續出版。其早期社址位於威靈頓街近安慶台的右邊，並設有自己的印刷工場。1878年2月1日，收購了《香港晚郵報及船期紀錄報》，改為發行晚刊日報。
《德臣西報》在1845年至1858年間主要刊登商業廣告、政府憲報以及傳教士和專家撰寫的文章，新聞報導是完全被忽略的。該報早期被社會人士批評為親政府的報章，但其實在港督般咸任內和之後的一段時間，該報也有披露一些政府的醜聞。1850年，德臣就曾在報紙上刊登殖民地政府的弊端與腐敗的調查。他直至離職前，一直都以維護香港華人的利益，和反對澳門進行華工貿易而普遍受到華人的歡迎的。
1972年，香港電視廣播集團在南華早報手上購入該報60%股權，並將其四開小報格式改回兩開大報，然而到最後在1974年宣佈停刊。《德臣西報》便成為了無綫電視至今唯一曾營辦的報紙。